# Hydroglyphus basalis
Hydroglyphus basalis là một loài bọ cánh cứng trong họ Bọ nước. Loài này được W.J. Macleay miêu tả khoa học năm 1871.